# Allactite
L'allactite (dal greco állakt[os], cambiato, riferendosi al marcato pleocroismo) è un minerale. Si tratta di un minerale raro, scoperto nel 1884 (Sjogren), è un arseniato di manganese bivalente di formula Mn7[(OH)4|AsO4]2. È isostrutturale all'argandite (il vanadato corrispondente). Ha esclusivo interesse scientifico.

Ha durezza 4,5 su scala Mohs (il che ne fa un minerale semiduro) e peso specifico pari a 3,83.

L'allactite viene presentata anche coi seguenti sinonimi allaktite ed elfstorpite (dal 2004 queste denominazioni alternative sono state ufficialmente abbandonate).

## Abito cristallino
Si presenta in forma di piccoli prismi monoclini, tabulari secondo (100).

## Origine e giacitura
Viene trovata in varie località della Svezia (nella miniera di Moss, nel Nordmark, nella ragione del Värmland) e negli Stati Uniti (Ogdensburg, stato del New Jersey).

## Forma in cui si presenta in natura
Si presenta in natura come prismi di colore rosso-bruno-porpora.